# Autoportrait (Turner)
Pour les articles homonymes, voir Autoportrait (homonymie).
Autoportrait (Self-Portrait) est un tableau de Joseph Mallord William Turner, réalisé en 1799.

## Histoire
En 1799, Turner a vingt-quatre ans. Le tableau est peut-être destiné à marquer un moment important de sa carrière, son élection comme associé de la Royal Academy.
Le tableau est exposé à la Tate Britain.
Ce tableau, ainsi que Le Dernier Voyage du Téméraire (1838), également de Turner, figure sur le nouveau billet de 20 livres sterling.